# Three Identical Strangers
Three Identical Strangers is een documentaire uit 2018 van regisseur Tim Wardle.

## Plot
Bobby Shafran, Eddy Galland en David Kellman ontdekken in 1980 dat ze een identieke drieling zijn, die gescheiden is bij de geboorte. Het verhaal wordt massaal opgepikt door de Amerikaanse media en de broers verschijnen in kranten, magazines en in televisieshows. Hun ouders gaan echter verhaal halen bij het adoptiebureau, Louise Wise Adoption Agency, want waarom werd deze drieling gescheiden? Uiteindelijk ontdekt journalist Lawrence Wright dat de drie jongens onderdeel waren van een controversieel en ongepubliceerd onderzoek bij meerlingen (Twin Study) in de VS van psychiater Peter Neubauer. Voor zijn onderzoek liet Neubauer tweelingen en drielingen in het geheim van elkaar scheiden om te kijken hoe mensen worden wie ze zijn: door genetische aanleg of door opvoeding (nature-nurture)?